# Potentilla grayi
Potentilla grayi är en rosväxtart som beskrevs av S. Wats.. Potentilla grayi ingår i Fingerörtssläktet som ingår i familjen rosväxter. Inga underarter finns listade i Catalogue of Life.